# Othon Bezerra de Mello
Othon Lynch Bezerra de Mello (Limoeiro, 9 de fevereiro de 1880 — Recife, 9 de junho de 1949) foi um empresário, industrial e político brasileiro. Com tendências literárias, teve, no entanto, orientação voltada para a área empresarial por seu pai, José Clementino Bezerra de Mello (1839-1894), que o mandou para a Europa, para aprender inglês e francês e conhecer empresas daquele continente.

## Atividade comercial
Iniciou sua atividade empresarial em 1905, na área do comércio, com uma loja de tecidos no centro do Recife, na Rua da Cadeia (atual Rua Marquês de Olinda). Ampliou essa atividade, abrindo novas lojas na cidade.
Em 1913 foi empossado como primeiro secretário da Associação Comercial de Pernambuco.
Em 1921 participou de uma comissão oficial enviada ao Presidente da República para resolver problemas comerciais de Pernambuco, na qual se destacou.

## Atividade têxtil
Em 1924 comprou a Fábrica de Tecidos Apipucos, que se transformou em Cotonifício Othon Bezerra de Mello, destacando-se no meio têxtil pernambucano, conhecida como Fábrica da Macaxeira, por menção à localidade em que estava instalada, depois alçada à categoria de bairro.
Instalando e adquirindo novas indústrias têxteis, ampliou a atividade do cotonifício e se destacou no âmbito nacional. 

## Atividade hoteleira
Em 1916 fundou o Recife Hotel.
Em 1943 fundou a Companhia Brasileira de Novos Hotéis, depois denominada Hotéis Othon S. A., instalando no Rio de Janeiro o Aeroporto Othon e em São Paulo  o Othon Palace, hotéis que se destacaram no âmbito local e nacional.
A rede ampliou-se por outros estados brasileiros, mormente Pernambuco, onde foram instalados o Recife Othon Palace Hotel e o Othon Plaza.

## Atividade açucareira
Othon Bezerra de Mello comprou e modernizou a Usina Una, anexando-a à Usina Santo André e formando a Companhia Açucareira Santo André do Rio Una.

## Atividade de geração de energia
Em Minas Gerais Othon adquiriu as ações da Companhia Luz e Força Hulha Branca, reorganizando e duplicando a capacidade hidrelétrica da Usina Paraúna, da qual fazia parte.

## Atividade política
Othon Bezerra de Mello foi, também, Conselheiro Municipal do Recife e Deputado estadual de Pernambuco.

## Atividade literária
Homem sociável e comunicativo, colaborou com jornais e revistas com crônicas claras e oportunas onde discutia e analisava os problemas brasileiros.
Instituiu na Academia Pernambucana de Letras o Prêmio Literário Othon Bezerra de Mello, que seria destinado aos melhores livros publicados anualmente.
Ampliou essa iniciativa, instituindo prêmios semelhantes na Academia Alagoana de Letras, na Academia Mineira de Letras, na Faculdade de Ciências Econômicas do Recife e na Escola de Comércio Álvares Penteado, em São Paulo, sendo, por isso, reconhecido como o Mecenas Brasileiro do Século XX.
Era também tesoureiro do Instituto Arqueológico, Histórico e Geográfico Pernambucano.
Apreciador das artes, suas residências no Recife, no Rio de Janeiro e em Petrópolis eram verdadeiras exposições de bom gosto.

## Atividades sociais e relação com a zona norte do Recife
Preocupado com seus empregados, abriu para eles escolas e lhes prestou assistências médica e odontológica.
Por suas atividades empresariais, suas opiniões e assistências sociais, Othon Bezerra de Mello era conhecido nacional e internacionalmente, tendo participado de várias comissões oficiais brasileiras ao exterior.
Em 2014, a Fábrica da Macaxeira, que estava abandonada e em ruínas, deu lugar ao parque urbano da Macaxeira e à Escola Técnica Estadual Miguel Batista. Assim, a fábrica têxtil contribuiu para o desenvolvimento lazerístico e estudantil da zona norte do Recife.